# Japan sinkt
Japan sinkt, untertitelt „Wissenschaftlich-phantastischer Roman“, auch bekannt als Wenn Japan versinkt (Originaltitel: Nippon chinbotsu) ist ein Science-Fiction-Roman des japanischen Autors Sakyō Komatsu. In dem erstmals 1973 erschienenen Roman, der in Japan auch heute noch gelesen wird, beschreibt Komatsu als auktorialer Erzähler, wie die japanischen Inseln durch eine Serie verheerender Erdbeben, Vulkanausbrüche und Tsunamis im Pazifischen Ozean versinken.
Auf Deutsch erschien der Roman zuerst 1979 im Verlag Volk und Welt in Berlin, DDR, und erzielte mehrere Auflagen. 1985 wurde er in Westdeutschland im Moewig Verlag in Rastatt verlegt.

## Handlung
In naher Zukunft, also vom Erscheinungsdatum ausgehend etwa zum Ende der 1970er Jahre hin, versinkt vor der Ostküste Japans eine kleine Insel im Meer. Ein Team von Wissenschaftlern geht der Sache nach. Bei ihren Untersuchungen machen sie eine schreckliche Prognose: Durch Veränderungen im Erdinneren werden die japanischen Hauptinseln über kurz oder lang im Meer versinken. Die Regierung nimmt die Warnungen der Forscher zunächst nicht ernst. Erst, als die japanische Hauptstadt Tokio von einem gewaltigen Erdbeben erschüttert wird und kurz darauf auch verheerende Vulkanausbrüche und Tsunamis das Inselreich heimsuchen, erkennt die japanische Regierung den Ernst der Lage. Sofort werden Pläne ausgearbeitet, die japanische Bevölkerung zu evakuieren und sie in andere Länder umzusiedeln. Doch dann kommt die große Katastrophe schneller als die Wissenschaftler erwartet haben: Eine Insel nach der anderen versinkt im Meer. Die Japaner fliehen in alle Himmelsrichtungen und zerstreuen sich. Ihre Zukunft bleibt ungewiss.

## Verfilmungen
1973 entstand unter seinem Originaltitel eine Verfilmung des Romans. Roger Corman schnitt daraus eine englische Fassung, die unter dem Titel Tidal Wave in die Kinos kam. Der deutsche Verleihtitel lautete Der Untergang Japans. 2006 folgte die zweite Verfilmung unter dem Titel Sinking of Japan. Beide Filme waren in Japan sehr erfolgreich.
Im Juli 2020 erschien eine Anime-Adaption mit dem Titel Japan sinkt: 2020, die weltweit auf Netflix veröffentlicht wurde.

## Rezeption
Sakyo Komatsu gewann für Japan sinkt 1974 den Seiun-Preis.
Minoru Kawasaki drehte 2006 eine Parodie namens Nihon Igai Zembu Chimbotsu („Alle außer Japan sinken“).